# BFV-Futsal-Liga
Die BFV-Futsal-Liga ist die höchste Futsal-Spielklasse des Bremer Fußball-Verbandes. Auch Vereine aus dem niedersächsischen Umland können in ihr spielen. Zusammen mit weiteren Futsal-Verbandsligen bildet die BFV-Futsal-Liga die dritthöchste Stufe im deutschen Futsal-Ligasystem.

## Geschichte
Nach dem ersten Versuch in der Spielzeit 2016/17 startete der Bremer Fußball-Verband ab dem 23. November 2019 mit dem zweiten Versuch einer Futsal-Liga in Bremen, die sich zu Beginn aus sechs Mannschaften zusammenstellte.
Nach der coronabedingten Unterbrechung stellt der BFV seit der Saison 2021/22 wieder einen Ligabetrieb. Seit der Saison 2023/24 gibt es einen Unterbau für die Verbandsliga, die Futsal-Stadtliga Bremen.

## Modus

### Bis 2020
In der BFV-Futsal-Liga spielen bis zu fünf Mannschaften im Ligasystem gegeneinander. Für einen Sieg gibt es drei Punkte, für ein Unentschieden einen Punkt und für eine Niederlage keinen Punkt. Nach Abschluss der Runde qualifiziert sich die beste Bremer Mannschaft für die Futsal-Regionalliga Nord. Das beste Team des Niedersächsischen Fußballverbandes aus der Runde kann sich über den Startplatz in Niedersachsen dennoch für die Regionalliga qualifizieren.

### 2021
Ab der Saison 2021/22 war die Liga in zwei Gruppen, mit je drei Mannschaften, eingeteilt. Für Spiele in der Gruppenphase gibt es bei einem Sieg drei Punkte, für ein Unentschieden einen Punkt und für eine Niederlage keinen Punkt. Die Mannschaft mit den meisten Punkten aus einer Gruppe spielt im Halbfinale gegen den zweitplatzierten der anderen Gruppe. Die beiden Sieger aus den Halbfinals spielen im Finale um den Sieg der BFV-Futsal-Liga. Die Unterlegenen spielen im „Spiel um Platz 3“ um den dritten und vierten Platz. Die beiden Gruppenletzten spielen im „Spiel um Platz 5“ um Platz fünf und sechs.

### Ab 2022
In der BFV-Futsal-Liga spielen bis zu fünf Mannschaften im Ligasystem gegeneinander. Für einen Sieg gibt es drei Punkte, für ein Unentschieden einen Punkt und für eine Niederlage keinen Punkt. Nach Abschluss der Runde qualifiziert sich die beste Mannschaft für die Futsal-Regionalliga Nord.

## Teilnehmer
Die bisherigen Teilnehmer der BFV-Futsal-Liga:
| Teilnehmer 2023/24: - KSV Vatan Sport1 - SG Bremen-Ost1 - SV Hemelingen - TuS Schwachhausen - TV Bremen-Walle Teilnehmer 2022/23: - Blumenthaler SV1 - OSC Bremerhaven - SV Hemelingen - TuS Schwachhausen1 3 - TV Bremen-Walle | Teilnehmer der Saison 2021/22: - OSC Bremerhaven - SC Vahr Blockdiek1 - SG Jahn/TB Delmenhorst1 - SV Hemelingen1 - TV Bremen-Walle1 - SV Vahr Blockdieck II1 Teilnehmer der Saison 2019/20: - TS Woltmershausen Futsal1 3 4 - VfL Oldenburg Futsal1 - TS Woltmershausen Futsal II1 - BW Hollage1 - OSC Bremerhaven Futsal2 Teilnehmer der Saison 2016/17: - SV Werder Bremen Futsal1 3 - Brinkumer SV Futsal1 - SG Findorff Futsal1 - FC Riensberg 11 e. I. Futsal1 |

1Erste Teilnahme
2Absteiger aus der Regionalliga
3Meister
4Aufsteiger in die Regionalliga
5Meister Stadtliga

## Mannschaften in höheren Ligen
| Hierarchie | Liga                     | Anzahl | Mannschaften      |
| ---------- | ------------------------ | ------ | ----------------- |
| I          | Futsal-Bundesliga        | 0      | /                 |
| II         | Futsal-Regionalliga Nord | 1      | TS Woltmershausen |

## BFV-Futsal-Ligen der Junioren
Seit der Saison 2018/19 gibt es auch in der C-Jugend Futsal-Ligabetrieb und seit der Saison 2019/20 auch einen Ligabetrieb im Bereich der D-Junioren. 
Aufgrund der Covid-19-Pandemie wurde die Saison 2019/20 abgebrochen und der Spielbetrieb bis zur Saison 2022/23 ausgesetzt. In der Saison 2022/23 findet im Bereich der D-Junioren wieder ein Spielbetrieb in zwei Staffeln statt. Seit der Saison 2023/24 befindet sich der Bremer FV wieder im uneingeschränkten Futsal-Ligabetrieb. Es findet wieder eine Futsal-Liga bei den C-Junioren und zwei Staffeln in der D-Jugend statt.